# Hapoel Katamon Jerusalem
Der FC Hapoel Katamon Jerusalem (hebräisch הפועל קטמון ירושלים), oft nur Katamon genannt, ist ein israelischer Fußballverein in Jerusalem, der in der Liga Leumit, der zweiten israelischen Liga, spielt. Hapoel Katamon wurde 2007 von Anhängern des Vereins Hapoel Jerusalem gegründet, die mit dem Vorstand des Clubs unzufrieden waren. Der Verein ist somit der erste des Landes, der von Fans gegründet und geführt wird. Hapoel Katamon Jerusalem wurde nach dem Katamon-Viertel in Jerusalem benannt, in dem das ursprüngliche Stadion von Hapoel Jerusalem stand.

## Geschichte

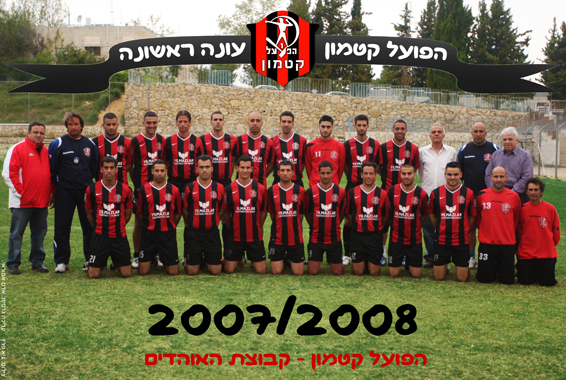
Die erste Mannschaft: 2007/08

Der Fußballverein Hapoel Jerusalem wurde 1926 gegründet. Der Verein gehörte der Histadrut, Israels Gewerkschaftsdachverband, und vertrat sozialistische Werte. 1957 stieg der Verein zum ersten Mal in die erste israelische Liga auf. In den 1960er und 1970er Jahren, „die goldene Phase“ des Vereins, überflügelte Hapoel den städtischen Rivalen Beitar Jerusalem – ein Verein der rechtsgerichteten „revisionistischen“ Bewegung – sowohl auf dem Feld als auch auf den Rängen. 1973 gelang der Mannschaft ihr größter Erfolg der Vereinsgeschichte – der Gewinn des israelischen Pokals.
Seit Anfang der 1980er Jahre hatte Hapoel Jerusalem die Vorreiterstellung in der Stadt gegenüber Beitar Jerusalem verloren. Nachdem Hapoel-Fans jahrelang erfolglos versucht hatten, einen Unternehmer zu finden, mit dessen Unterstützung der sportliche und wirtschaftliche Niedergang aufzuhalten wäre, initiierten 2007 einige Fans, unter Leitung des Journalisten Uri Sheratzky und mit Unterstützung des Politikers und Geschäftsmanns Nir Barkat, den Kauf des Vereins. Nachdem dieser Versuch ebenfalls fehlgeschlagen war, entschied man sich für eine Neugründung unter einem anderen Namen. Viele Fans wechselten zu Hapoel Mevaseret Zion, ein Verein der in der vierten Liga spielte. Da bauten sie „Hapoel Katamon“ auf.
Verantwortliche und Fans des ursprünglichen Vereins Hapoel Jerusalem kritisierten dieses Vorgehen; die zurückgebliebenen Fans argumentierten „echte Fans“ verließen nie ihre Mannschaft, ungeachtet dessen, wie schlecht es um den Verein bestellt sei. Dennoch wechselte der überwiegende Teil der Fans zu „Katamon“.
Zum Anfang ihrer ersten Saison (2007/08) wurden etwa 1.000 Saisonkarten gekauft. Zum Auftaktspiel im Givat-Ram-Stadion kamen etwa 3.000 Fans, eine beeindruckende Anzahl in Israel, wo sogar in der ersten Liga wenige Vereine über solchen Rückhalt verfügen.
Die Mannschaft erreichte die siebte Runde des israelischen Pokals. Am Ende der ersten Saison nach der Neugründung stand die Mannschaft auf dem zweiten Platz. Nur um einen Punkt wurde der erste Platz und damit der Aufstieg in die dritte Liga verpasst.
Auch in der Saison 2008/09 gelang es „Katamon“ trotz Verstärkung des Kaders nicht aufzusteigen. Am Ende der Saison stand der Verein auf dem siebten Platz und schied wiederum erst in der siebten Pokalrunde aus. Nach der Saison fand eine weitere Verhandlung zwischen den Fanmannschaft und Hapoel Jerusalem von Josi Sasi statt, um eine Vereinigung der beiden Teams zu erreichen. Diese scheiterte an der geforderten Geldsumme, die von Sasi als überzogen zurückgewiesen wurde. Außerdem weigerte er sich, Dokumente über eine angeblich hohe Verschuldung offenzulegen. Für viele Fans diente dieser gescheiterte Versuch als Beweis, es könne keine einvernehmliche Lösung gefunden werden. Als Konsequenz entschied sich die Fanmannschaft dazu, die „wahre“ Nachfolge von Hapoel Jerusalem alleine anzutreten. Die Fans stimmten über eine Abspaltung von Hapoel Mevaseret ab, und für die Gründung einer neuen Mannschaft in Liga Gimel, der 5. und letzten israelischen Liga. Diese Mannschaft sollte von nun an den Namen „Hapoel Katamon Jerusalem“ tragen.
Im Vorlauf der Saison 2009/10 gab die Jerusalemer Stadtverwaltung der neu gegründeten Mannschaft ihr Einverständnis, die Heimspiele im Givat-Ram-Stadion auszutragen. Lior Zada wurde als Trainer eingestellt. Die ehemalige Hapoel-Jerusalem-Legende Amir Gola konnte von einem Rücktritt vom Rücktritt überzeugt werden und übernahm als Kapitän von Katamon die Führung der Mannschaft. Als am Ende dieser Saison die Mannschaft in die vierte Liga aufstieg, bewies sich, wie wichtig diese Entscheidung gewesen war. Im entscheidenden Spiel besiegte Katamon Beitar Ashkelon vor 4.000 Fans im Teddy-Stadion in Jerusalem mit 2:1.
Vor der Saison 2010/11 wechselte ebenfalls der Publikumsliebling Shai Aharon zu Hapoel Katamon. In der Vorsaison hatte Aharon als Kapitän von Hapoel Jerusalem gespielt. Dieser Wechsel wurde von den Verantwortlichen des ursprünglichen Vereins heftig kritisiert. Hapoel Jerusalem stieg zwischenzeitlich in die dritte israelische Liga ab und konnte lediglich eine geringe Anzahl von etwa 100–150 Fans pro Spiel mobilisieren.
Wie in der vorherigen Saison, gelang es Hapoel Katamon Jerusalem 2010/11 auf dem ersten Platz zu landen und in die Liga Alef Darom, die dritte Liga Süd, aufzusteigen. Im entscheidenden Spiel besiegte Katamor Makkabi Shaaraym vor 4.000 Fans im Teddy-Stadion 3:1.
In der Saison 2012/13 gelang Hapoel Katamon Jerusalem der Aufstieg in die Liga Leumit.
Im September 2018 gewann der Hapoel Katamon den Pokalwettbewerb der Liga Leumit: der Toto-Cup ist damit nach elf Jahren die erste Trophäe der Vereinsgeschichte.

## Soziales Engagement
Der Verein hat rund 800 Mitglieder (Stand: 2018), die jeweils im März die Clubführung für die folgenden zwölf Monate wählen.
Im Gegensatz zu Beitar Jerusalem, das in seiner gesamten bisherigen Vereinsgeschichte nicht einen arabischen Spieler verpflichtet hat, hat Hapoel Jerusalem eine lange Tradition von arabischen Spielern, wie Ali Othman und Amar Salman, die hauptsächlich aus Süd-Jerusalemer Wohnbezirk Beit Safafa stammen.
Die Fanszene des Hapoel Katamon Jerusalem rekrutiert sich hauptsächlich aus jungen politisch eher linksliberalen Jerusalemern, für die der Verein eine der letzten Optionen darstellt. Die Katamon-Fans legen nicht nur Wert auf sportliche Leistungen, sondern auch auf Fairness, Koexistenz und die Ablehnung von Gewalt.
Die vom Verein unter Vertrag genommenen Spieler sind verpflichtet, sich an den sozialen Projekte des Clubs zu beteiligen.

### Projekte
Fans haben Hebräisch-Kurse für jüdische Immigranten aus Äthiopien organisiert, oder Kinder aus der binationalen Yad be Yad Schule betreut. Seit mehreren Jahren konzentriert sich diese soziale Initiative auf die „Neighbourhood League“, in der Kinder von sechs Schulen aus ganz Jerusalem (Ost-Jerusalem eingeschlossen) spielen. Zusätzlich bekommen die teilnehmende Kinder schulische Unterstützung von Hapoel-Fans.
Die Fans nehmen auch an Austauschprojekten mit anderen Vereinen teil. So bestehen seit 2008 partnerschaftliche Beziehungen zwischen Hapoel Katamon und Werder Bremen, einschließlich gegenseitiger Besuche.

## Erfolge
Frauen:
| Israelischer Pokal: 2024 |